# Сьєрра-Віста-Саузіст
Сьєрра-Віста-Саузіст (англ. Sierra Vista Southeast) — переписна місцевість (CDP) в США, в окрузі Кочіс штату Аризона. Населення — 14 428 осіб (2020).

## Географія
Сьєрра-Віста-Саузіст розташована за координатами 31°27′9″ пн. ш. 110°13′8″ зх. д. / 31.45250° пн. ш. 110.21889° зх. д. (31.452512, -110.218977).  За даними Бюро перепису населення США в 2010 році переписна місцевість мала площу 287,27 км², з яких 287,22 км² — суходіл та 0,05 км² — водойми.

## Демографія
Згідно з переписом 2010 року, у переписній місцевості мешкало 14 797 осіб у 5936 домогосподарствах у складі 4362 родин. Густота населення становила 52 особи/км².  Було 6394 помешкання (22/км²).
Расовий склад населення:
| - 86,9 % — білих - 1,8 % — чорних або афроамериканців - 1,6 % — азіатів - 1,0 % — корінних американців - 0,2 % — вихідців з тихоокеанських островів - 5,1 % — осіб інших рас |

До двох чи більше рас належало 3,4 %. Частка іспаномовних становила 17,7 % від усіх жителів.
За віковим діапазоном населення розподілялося таким чином: 20,7 % — особи молодші 18 років, 59,9 % — особи у віці 18—64 років, 19,4 % — особи у віці 65 років та старші. Медіана віку мешканця становила 47,4 року. На 100 осіб жіночої статі у переписній місцевості припадало 98,2 чоловіків;  на 100 жінок у віці від 18 років та старших — 96,6 чоловіків також старших 18 років.
Середній дохід на одне домашнє господарство  становив 72 725 доларів США (медіана — 52 026), а середній дохід на одну сім'ю — 84 490 доларів (медіана — 66 563). Медіана доходів становила 57 596 доларів для чоловіків та 36 016 доларів для жінок. За межею бідності перебувало 15,3 % осіб, у тому числі 26,0 % дітей у віці до 18 років та 9,9 % осіб у віці 65 років та старших.
Цивільне працевлаштоване населення становило 5657 осіб. Основні галузі зайнятості: освіта, охорона здоров'я та соціальна допомога — 20,1 %, публічна адміністрація — 18,6 %, науковці, спеціалісти, менеджери — 18,3 %.